# Pfeifnachtschwalbe
Die Pfeifnachtschwalbe (Caprimulgus pectoralis) ist eine Vogelart aus der Familie der Nachtschwalben (Caprimulgidae).
Sie ist häufig und weitverbreitet in Südafrika, Malawi, Simbabwe, Mosambik, Eswatini, Angola, Namibia, Botswana, in der Demokratischen Republik Kongo, in Kenia, Tansania, Gambia, Senegal, Sierra Leone, Nigeria, Kamerun bis Südsudan und in der Republik Kongo.
Ihr Verbreitungsgebiet umfasst baumbestandene Savannen – meist mit Miombo oder Mopane – bis 1300 m.

## Beschreibung
Die Pfeifnachtschwalbe ist 23–25 cm groß, das Männchen wiegt zwischen 34 und 70 g, das Weibchen zwischen 38 und 66 g.
Merkmale sind große rotbraune Ohrdecken und ein rotbraunes Nackenband. An der Kehle sind seitlich weiße Flecken. Der Scheitel ist grau.
Beim Männchen finden sich im Flug weiße Flecken auf den vier Handschwingen und große weiße Ecken auf den äußeren Steuerfedern.

## Stimme
Der Ruf des Männchens wird als melodisches Pfeifen peeo-u-oh, piriririri oder woi-woi t‘woy-wirrrr beschrieben.

## Geografische Variation
Es werden folgende Unterarten anerkannt:
- C. p. nigriscapularis Reichenow, 1893 – Black-shouldered Nightjar – stellenweise von Gambia, Senegal und West-Sierra Leone östlich über Nigeria und Kamerun bis Südsudan und Westen Kenias, südlich bis Kongo und Demokratische Republik Kongo.
- C. p. shelleyi Bocage, 1878 – Angola und Süden der Demokratischen Republik Kongo bis Südosten Kenias, Tansania und Nordmalawi.
- C. p. fervidus Sharpe, 1875 – Süden Angolas, Norden Namibias, Norden und Osten Botswanas und Simbabwe bis Nordosten Südafrikas.
- C. p. crepusculans Clancey, 1994 – Süden Malawis, Südosten Simbabwes und Mosambiks bis Osten Südafrikas und Eswatinis.
- C. p. pectoralis Cuvier, 1816 – Fiery-necked Nightjar, Nominatform – Südwesten und Süden Südafrikas.

Die Unterart nigriscapularis, Schwarzschulter-Nachtschwalbe, englisch Black-shouldered nightjar wird teilweise als eigene Art angesehen.

## Lebensweise
Die Nahrung besteht aus Fangschrecken, Spinnen, Käfern, Heuschrecken und Nachtfaltern.
Die Brutzeit liegt in Angola zwischen August und September und in Sambia und Malawi zwischen September und November.

## Gefährdungssituation
Die Pfeifnachtschwalbe gilt als „nicht gefährdet“ (least concern).